# Злоторийський повіт
Злоторийський повіт (пол. powiat złotoryjski) — один з 26 земських повітів Нижньосілезького воєводства Польщі.
Утворений 1 січня 1999 року в результаті адміністративної реформи.

## Загальні дані
Повіт знаходиться у центрально-західній частині воєводства.
Адміністративний центр — місто Злотория.
Станом на 1.01.2008 населення становить 45 598 осіб, площа 575,81 км².
На терени повіту були депортовані 1027 українців з українських етнічних територій у 1947 році (т. з. акція «Вісла»).

## Демографія
Демографічні дані повіту станом на 30.06.2005:
|       | Всього | Всього | Жінки  | Жінки | Чоловіки | Чоловіки |
| ----- | ------ | ------ | ------ | ----- | -------- | -------- |
|       | осіб   | %      | осіб   | %     | осіб     | %        |
| Повіт | 45 939 | 100    | 23 629 | 51,4  | 22 310   | 48,6     |
| Міста | 22 995 | 100    | 12 043 | 52,4  | 10 952   | 47,6     |
| Села  | 22 944 | 100    | 11 586 | 50,5  | 11 358   | 49,5     |